# Alassane Ouédraogo
Alassane Ouédraogo (Boussouma, 7 settembre 1980) è un ex calciatore burkinabé, di ruolo centrocampista.

## Carriera

### Nazionale
Ha partecipato a tre edizioni della Coppa d'Africa (1998, 2000 e 2002).